# Hippotragus
Hippotragus là một chi động vật có vú trong họ Bovidae, bộ Artiodactyla. Chi này được Sundevall miêu tả năm 1845. Loài điển hình của chi này là Antilope equina É. Geoffroy Saint-Hilaire, 1803.

## Các loài
Chi này gồm các loài:
| Hình ảnh | Tên khoa học   | Tên thông dụng          | Phân bố                         |
| -------- | -------------- | ----------------------- | ------------------------------- |
|          | H. equinus     | Linh dương lang         | Đông, Tây, Trung và Nam Phi     |
|          | H. leucophaeus | †Linh dương lam         | Tây Nam mũi Nam Phi             |
|          | H. niger       | Linh dương đen Đông Phi | Đông Phi, Nam Kenya, và Nam Phi |

- †Hippotragus gigas[4]
- †Hippotragus cookei? - may be a nomen dubium[5]

## Hình ảnh

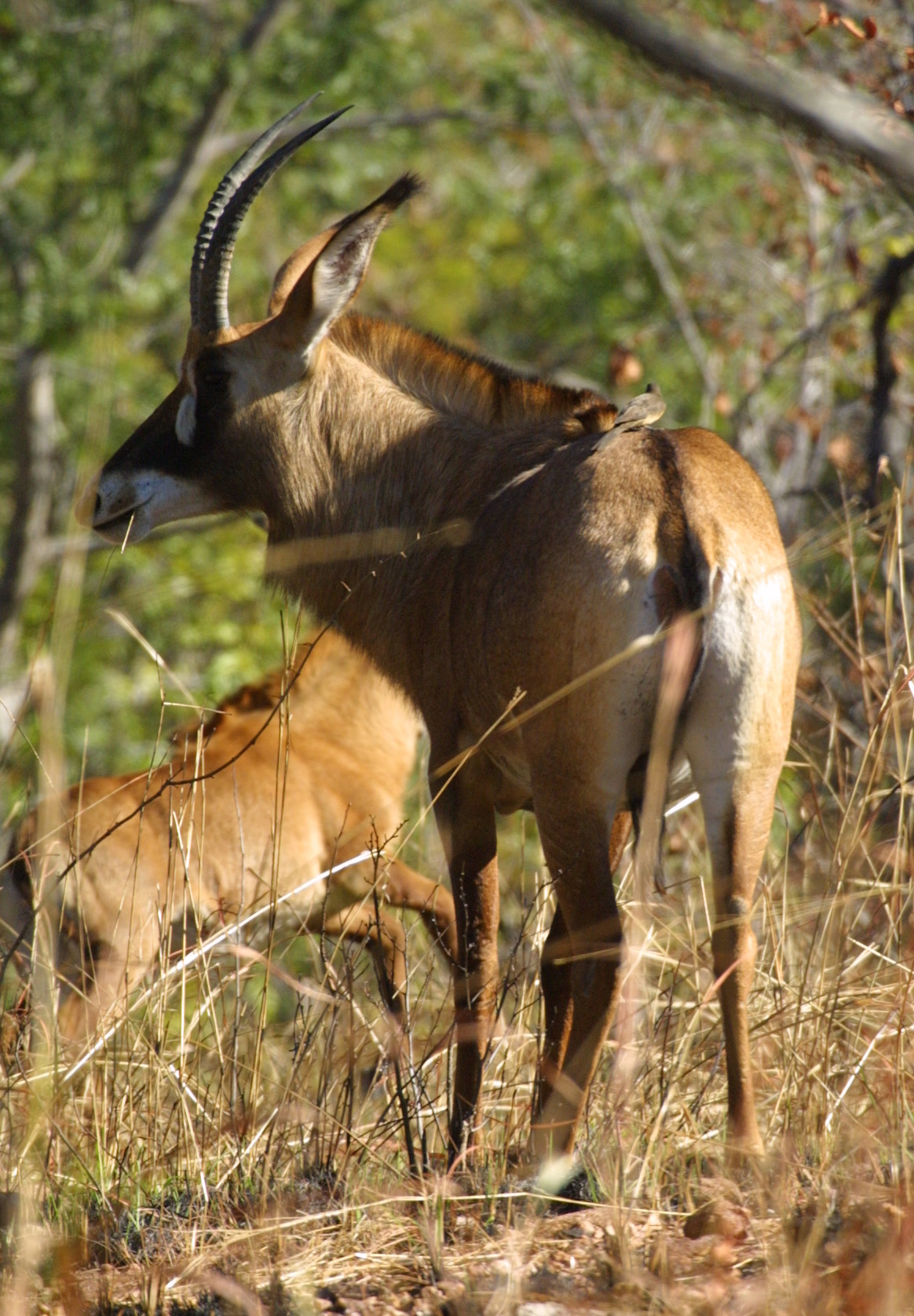
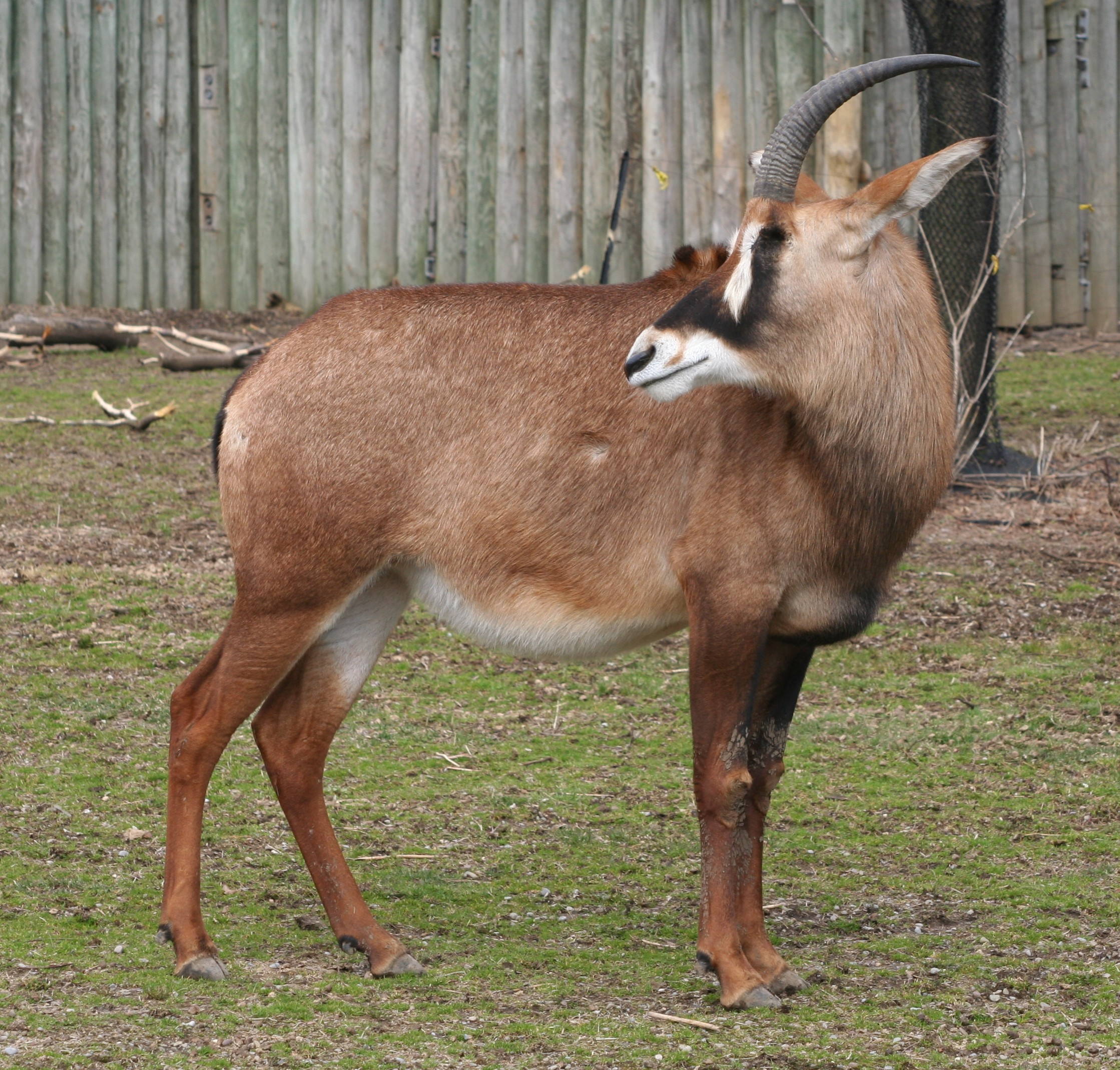
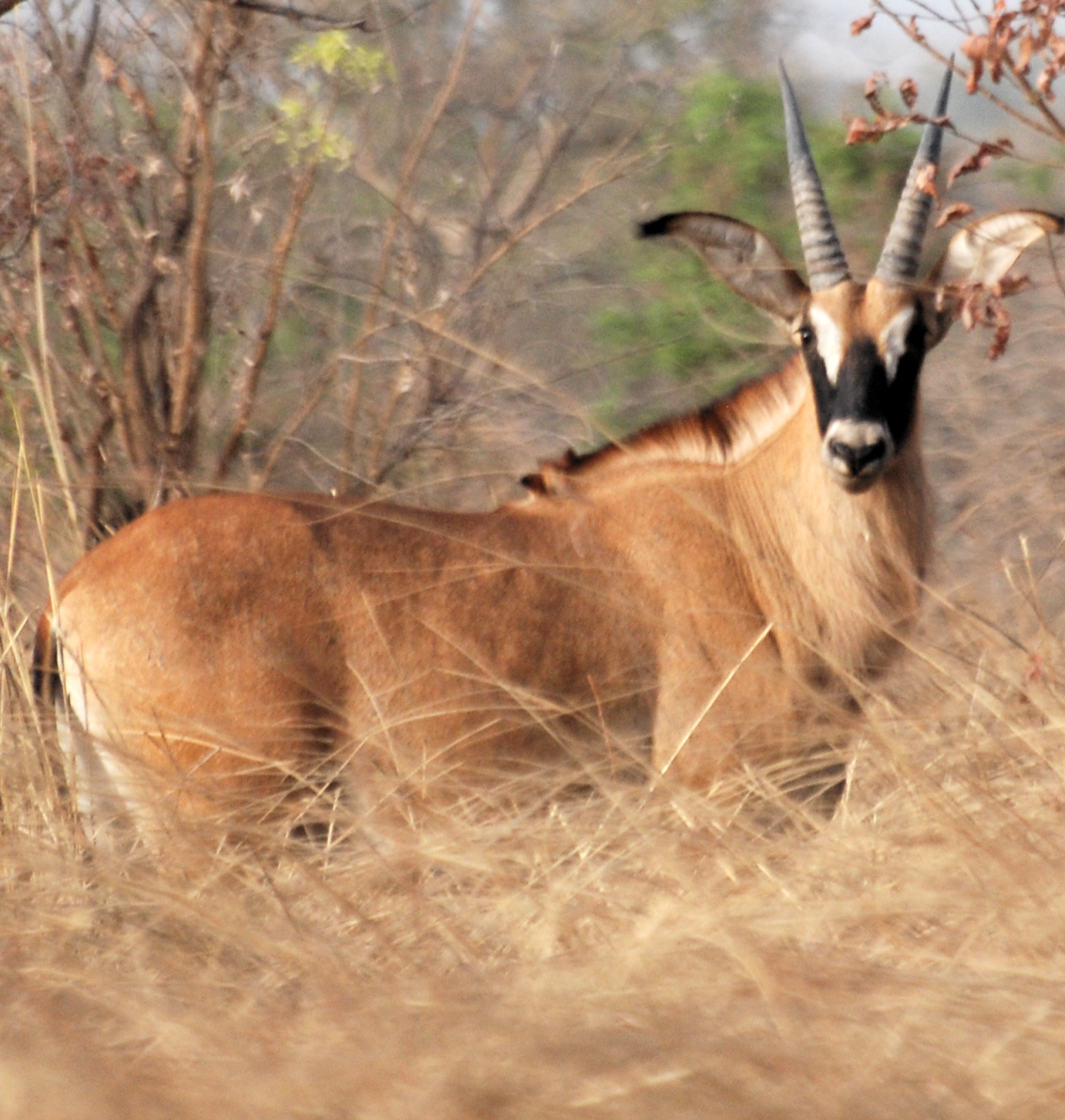
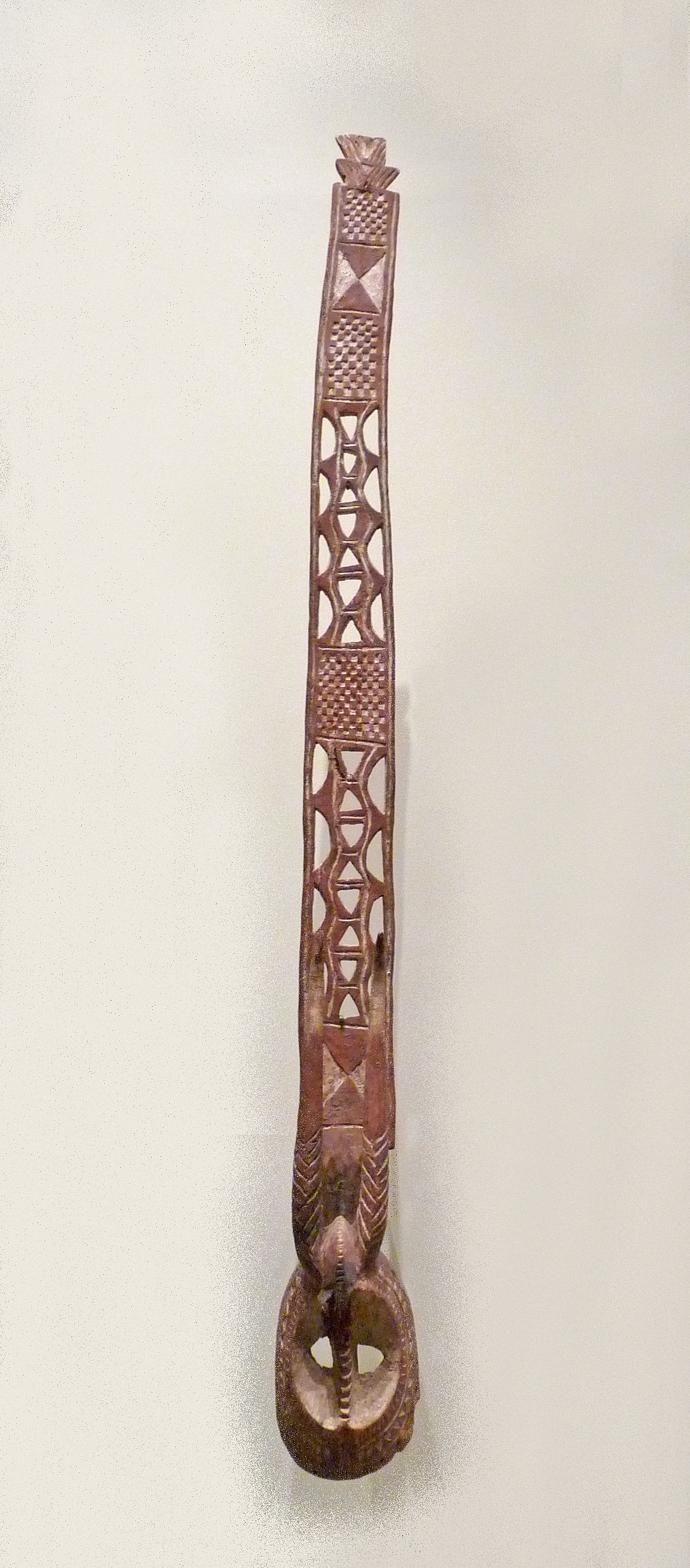